# 珍妮·科利尔
珍妮·科利尔（英語：Jeanne Collier，1946年5月15日—），生于印第安纳波利斯，美国女子跳水运动员。她曾代表美国参加1964年夏季奥林匹克运动会跳水比赛，获得女子跳板银牌。